# Emilio Valle
Emilio Valle (ur. 21 kwietnia 1967) – kubański lekkoatleta specjalizujący się w biegach przez płotki, olimpijczyk z Barcelony 1992 i Atlanty 1996.
W 1992 na igrzyskach olimpijskich w Barcelonie zajął 6. miejsce. W tym samym roku zdobył brązowy medal na Pucharze Świata w Lekkoatletyce. W 1996 na igrzyskach olimpijskich w Atlancie zajął 5. miejsce.
Jego żoną jest Raisa O'Farrill.